# セレウコス2世
セレウコス2世カリニコス（ギリシア語: Σέλευκος Β' Καλλίνικος、紀元前265年? - 紀元前225年）は、セレウコス朝シリアの王（在位：紀元前246年 - 紀元前225年）。アンティオコス2世とラオディケ1世の子。

## 生涯
父アンティオコス2世は、プトレマイオス朝エジプトよりベレニケを王妃に迎え、ラオディケ1世と離婚した。ラオディケは王妃に返り咲くため陰謀をめぐらし、紀元前246年には王妃に復帰してベレニケを殺害、アンティオコスも毒殺して息子セレウコス2世を即位させた。しかし、ベレニケの弟でエジプト王となったプトレマイオス3世は復讐を図り、第三次シリア戦争（紀元前246年 - 紀元前241年）を開始した。この戦争はエジプトが圧勝し、セレウコス朝シリアは弱体化していった。
エジプトに対する敗北に加え、内紛も国力弱体化を早めた。セレウコスの弟アンティオコス・ヒエラクスは、アナトリアにて自立して王位を主張した（紀元前240年頃 - 紀元前228年頃）。ヒエラクスはガラテア人と同盟してセレウコスを苦しめたが、ペルガモン王国のアッタロス1世の援助で撃破した。しかし、これはアッタロスの勢力拡大となり、シリアの安定にはつながらなかった。
セレウコスの死後、息子セレウコス3世、アンティオコス3世が王位を継承し、後者は一時的に帝国の再建に成功することになる。

## 子女
母方の叔母にあたるラオディケ2世と結婚、3子をもうけた。
- セレウコス3世 - シリア王
- アンティオコス3世 - シリア王
- アンティオキス - コンマゲネ王クセルクセスと結婚